# Sint-Rochuskerk (Rugge)
De Sint-Rochuskerk was een rooms-katholiek kerkje op de wijk Rugge in de Belgische gemeente Avelgem. De wijk is eveneens bekend als de Waterhoek uit het boek De teleurgang van de waterhoek (1927) van Stijn Streuvels.
Het was geen parochiekerk, er mochten geen begrafenis- of huwelijksplechtigheden in plaatsvinden, wel gewone eucharistievieringen. Tot 1997 organiseerden de Motorvrienden van Avelgem er hun motorwijdingen, thans gebeurt dit in Avelgem zelf.

## Eigen kerk
Het zaalkerkje werd eigenhandig door de bewoners van Rugge opgetrokken, naar een plan van architect Georges Martyn. In 1956 werd het ingewijd door bisschop Emiel-Jozef De Smedt. De bidplaats werd eind jaren 90 gesloten omwille van het verminderen van het aantal priesters en misvieringen.
Het kerkje werd verbouwd tot een nieuwe kleuterschool, ter vervanging van het huidige Schoolke Rugge.